# City-Pier-City Loop 1993
De negentiende editie van de City-Pier-City Loop vond plaats op zondag 3 april 1993.
Winnaar bij de mannen was de Keniaan Benson Masya, die finishte in 1:00.24. Hij had hiermee een kleine halve minuut voorsprong op zijn landgenoot Zabron Miano, die in 1:00.50 over de finish kwam. Snelste Nederlander was John Vermeule, die als derde finishte in 1:01.54. Bij de vrouwen besliste de Zuid-Afrikaanse Colleen De Reuck de wedstrijd in haar voordeel in 1:10.50.

## Uitslagen

### Mannen
| rang   | naam             | land | tijd    |
| ------ | ---------------- | ---- | ------- |
| Goud   | Benson Masya     | KEN  | 1:00.24 |
| Zilver | Zabron Miano     | KEN  | 1:00.50 |
| Brons  | John Vermeule    | NED  | 1:01.54 |
| 4      | Getaneh Tessema  | ETH  | 1:01.55 |
| 5      | Samson Maritim   | KEN  | 1:01.58 |
| 6      | Jacob Ngunzu     | KEN  | 1:02.40 |
| 7      | Barnabas Qamunga | TAN  | 1:02.45 |
| 8      | Andrew Green     | ENG  | 1:02.48 |
| 9      | João Lopes       | POR  | 1:02.57 |
| 10     | Aart Stigter     | NED  | 1:02.59 |
| 11     | Luis Raposo      | POR  | 1:03.05 |
| 12     | Leonid Shvetsov  | RUS  | 1:03.09 |
| 13     | Tonnie Dirks     | NED  | 1:03.09 |
| 14     | Lubomir Tesacek  | CZE  | 1:04.08 |
| 15     | Viktor Mosgovoy  | BLR  | 1:04.25 |
| 16     | Ivan Uvizl       | CZE  | 1:04.29 |
| 17     | John Perrin      | GBR  | 1:04.35 |
| 18     | Petr Nechanicky  | CZE  | 1:04.35 |
| 20     | Cor Saelmans     | BEL  | 1:04.45 |

### Vrouwen
| rang   | naam             | land | tijd    |
| ------ | ---------------- | ---- | ------- |
| Goud   | Colleen De Reuck | RSA  | 1:10.50 |
| Zilver | Carla Beurskens  | NED  | 1:12.30 |
| Brons  | Firiya Sultanova | RUS  | 1:12.50 |
| 4      | Marian Sutton    | ENG  | 1:13.32 |
| 5      | Teresa Dyer      | ENG  | 1:13.48 |
| 6      | Marjan Freriks   | NED  | 1:14.31 |
| 7      | Christel Rogiers | BEL  | 1:16.19 |
| 8      | Mieke Aanen      | NED  | 1:16.57 |

1975 ·
1976 ·
1977 ·
1978 ·
1979 ·
1980 ·
1981 ·
1982 ·
1983 ·
1984 ·
1985 ·
1986 ·
1987 ·
1988 ·
1989 ·
1990 ·
1991 ·
1992 ·
1993 ·
1994 ·
1995 ·
1996 ·
1997 ·
1998 ·
1999 ·
2000 ·
2001 ·
2002 ·
2003 ·
2004 ·
2005 ·
2006 ·
2007 ·
2008 ·
2009 ·
2010 ·
2011 ·
2012 ·
2013 ·
2014 ·
2015 ·
2016 ·
2017 ·
2018 ·
2019 (afgelast) ·
2020 ·
2021 (afgelast) ·
2022 ·
2023 ·
2024